# Eliécer Rojas
Eliécer Rojas (16 agosto 1970) è un ex cestista cubano.

## Carriera
Con Cuba ha disputato tre edizioni dei Campionati americani (1992, 1997, 1999).